# Eqalugaarsuit
Eqalugaarsuit är en grönländsk bygd i Kujalleq kommun med cirka 81 invånare (2015) . Trots en negativ befolkningsutveckling (1990 fanns 177 invånare) är bygden relativt levande, och hade 2009 förutom skola bland annat kyrka, två affärer, ålderdomshem, fiskerianläggning och en fotbollsplan. Bygden ligger också långt fram i miljöfrågor, med sopsortering och en förbränningsanläggning.